# Собор Орхуса
Собор Орхуса (дат. Aarhus Domkirke) — лютеранский храм в городе Орхус на восточном побережье Ютландии в Дании. Это самая длинная (93 м) и самая высокая (96 м) церковь в стране, способная вместить 1200 человек. Строительство собора Орхуса началось в XII веке и завершилось в 1300 году. Он является кафедральным собором диоцеза Орхуса церкви Дании и посвящён святому покровителю моряков Клименту Римскому.

## История
Строительство Орхусского собора началось в 1190-е годы епископом Педером Вогнсеном (ум. 11 апреля 1204) из могущественного зеландского рода Хвиде. Епископ Вогсен построил собор на месте сгоревшей деревянной церкви Святого Климента, в которой особенно почитали Святого Нильса Орхусского, сына короля Кнуда V. Вогсен специально выбрал именно это место для строительства собора, поскольку хотел заручиться поддержкой местного населения. Ещё до завершения основного строительства, он неподалёку основал соборную школу Орхуса. Церковь в типичном романском стиле с полукруглыми арками, поддерживающими плоский деревянный потолок, была завершена в 1300 году. Вторая церковь Святого Климента была построена из большого красного кирпича, нового для того времени строительного материала. В северном трансепте были построены четыре часовни. Епископское кресло перенесли из церкви Богоматери в церковь Святого Климента.
В 1330 году собор и большая часть города сгорели, и церковь была заброшена до 1449 года. К тому времени в Данию пришёл готический стиль архитектуры, и при перестройке собор постепенно расширяли, пока он не достиг своего нынешнего размера в 1500 году. Неф был удлинён до рекордных для Дании 93 метров. Трансепт значительно расширили, подняли деревянные потолки и заменили их классическими готическими сводами, что позволило установить высокие окна, наполняющие здание светом.
Реформация сильно повлияла на собор во многих отношениях. В 1524 году в монастыре Антварсков датский реформатор Ганс Таусен (1494—1561) читал проповедь на Страстную пятницу, прославляющую учения Лютера. Настоятель монастыря приказал заключить его в тюрьму Госпитальеров в Выборге, Ютландия. Таусен проповедовал из своей камеры, и обыватели с энтузиазмом встречали его слова. Настоятель пытался заставить Таусена замолчать, но из-за начавшихся беспорядков его вынуждены были отпустить. Сперва он проповедовал на улице, но его сторонники взломали ворота закрытой францисканской церкви; вскоре у Таусена появилось больше последователей, чем могла вместить церковь. В течение года он стал личным капелланом короля. Идеи Лютера быстро достигли Орхуса, и вскоре горожане потребовали право слушать литургию на датском языке. Епископ и каноники попытались остановить распространение лютеранской доктрины в своей епархии, но Таусен настолько завладел их умами, что люди не позволили себя запугать. Большинство дворян были верными католиками, и это дало проповеднику ещё бо́льшую поддержку среди простых людей. К 1528 году в большинстве городов начался процесс реформации церквей. Таусен учил, что разрушать древние церкви неправильно, и что изменения должны быть постепенными и упорядоченными.
В 1533 году Фредерик I умер, и его сын Кристиан III был провозглашён королём Дании на ландстинге в Виборге. Назначенный католическими епископами Государственный совет отказался признать выборы и призвал графа Христофа Ольденбургского, чтобы тот помог восстановить на престоле католика Кристиана II. Это привело к двухлетней войне, получившей название Графская распря. Кристиан III одержал победу, и летом 1536 года арестовал нескольких епископов и бросил их в тюрьму. Ове Билле (ум. 1555), последний римско-католический епископ Орхуса, был заключён в тюрьму летом 1536 года, когда Дания официально стала лютеранской нацией.
- Детали интерьера
- Неф собора Орхуса
- Алтарь (авт. Бернт Нотке)
- Одни из золотых врат собора
- Мемориальная плита над могилой знатной дамы, датированная 1587 годом
- Мемориальная табличка, увековечившая пожертвование 100 далеров пожилой супружеской парой в 1702 году
- Фреска в типичном датском стиле
- Фреска, изображающая Святого Георгия, убивающего дракона
- Модель корабля, выставленного в соборе Орхуса